# Azijski orjaški krap
Azijski orjaški krap (znanstveno ime Catlocarpio siamensis (tajsko: กระโห้ ali กะมัน; kmersko:trei kól reăng) je največja vrsta krapov na svetu. Ta sladkovodna riba selivka je razširjena le v povodju rek Mae Klong, Mekong in Chao Phraya. Zaradi dobrega okusa je riba pogosta tarča ribičev, zaradi česar njihovo število naglo upada.

## Opis
Ta ribja vrsta je največji krap na svetu in sodi med največje sladkovodne ribe. Glava azijskega orjaškega krapa je velika, okoli ust pa ta vrsta nima nobenih brkom podobnih izrastkov.
Odrasli krapi dosežejo v dolžino do 3 m in lahko tehtajo do 300 kg. Zanimivo pri tej vrsti je, da je tetraploid, kar pomeni, da ima za vsak genski lokus štiri alele, za razliko od večine drugih živali, ki so diploidne (imajo po alela).

## Razširjenost
Običajno se azijski orjaški krap zadržuje v večjih tolmunih velikih rek, občasno pa se preseli tudi v manjše rečne kanale in na poplavljena območja. Mlajši primerki se zadržujejo v manjših pritokih in močvirjih, zlahka pa se prilagodijo tudi življenju v drugih okoljih. Običajno te ribe živijo v parih.
Ta ribja vrsta je selivka, ki z letnim časom menja življenjsko okolje. Prehranjuje se z algami, fitoplanktonom in plodovi obvodnih rastlin. Zelo redko se prehranjuje z živalmi.

## Ogroženost in varstvo
Vrsta velja za izjemno ogroženo, saj velja za lokalno delikateso in je izjemno iskana. Danes zato le redki primerki dosežejo spolno zrelost. Kljub temu vrsta ni uvrščena na rdeči seznam ogroženih vrst. Leta 2000 je bilo po podatkih Komisije reke Mekong zabeleženih le deset ulovov azijskega orjaškega krapa.
Leta 2005 je bila v Kambodži ta vrsta razglašena za nacionalni simbol, s tem ukrepom pa naj bi poskušali vrsto zavarovati pred izumrtjem.